# 武者アレスタ
『武者アレスタ』は、1990年12月21日に日本の東亜プランから発売されたメガドライブ用縦スクロールシューティングゲーム。日本国外では『M.U.S.H.A.』のタイトルで発売された。
同社の『アレスタシリーズ』（1988年 - 1993年）の第3作目。天暦91年を舞台に主人公の「MUSHA部隊」が搭乗する自機を操作し、暴走した環境制御システムの中枢である「大亜51」を倒して地球を救出する事を目的としている。未来を舞台としながらも、鎧武者や瓦屋根などの純和風の世界観を持つ事を特徴としている。
開発はコンパイルが行い、プロデューサーはアレスタシリーズを手掛けた仁井谷正充、プログラムはテクノソフトから発売されたパソコン用ソフト『ヘルツォーク』（1988年）を手掛けた外山雄一とケイ・アミューズメントリースから発売されたファミリーコンピュータ用ソフト『タッチダウンフィーバー』（1988年）を手掛けた弓恭羅、音楽はナグザットから発売されたPCエンジン用ソフト『エイリアンクラッシュ』（1988年）を手掛けた迫田敏明が担当している。
2008年にはWii用ソフトとしてバーチャルコンソールにて配信された。
当初は『重殻装甲アレスタ』のタイトルで、エーワンという会社から発売予定だったが、その後発売元が東亜プランになり、タイトルも変更された。
後年、他のゲーム機用ソフトとして移植した事例については、#移植版を参照。

## ゲーム内容

### システム
方向ボタンで自機移動、Cボタンで通常弾を発射する。特殊兵器のアイテムを取っている場合、その発射はBボタンで行う。Aボタンで自機に随伴するオプションのフォーメーションが変更可能。スタートボタンでポーズ中は、方向ボタンで自機のスピード調整が可能。
メガドライブ標準パッド・ジョイスティックの他、電波新聞社が当時発売していたアナログコントロール操作が可能なジョイパッドにも対応している。
ステージは全7ラウンド構成。プレイ前には「オプション」から、「EASY」・「NORMAL」・「HARD」の3つの難易度を選べる。それぞれの難易度はゲームクリア後に表示されるエンディングのグラフィック枚数に連動（数枚程度の差だが）、「HARD」が一番多い。

### 武器
武器は、スタート時から装備されている通常弾（SEAL CLUSTER BEAM）とアイテム取得によって得られる特殊兵器（SUB WEAPON UNIT）、そしてオプション（OFFENSIVE OPTION）の3種類に大分される。
通常弾はパワーチップを取得していくと、単装→2連装→3連装→4連装と横に広がると同時に連射数も向上するが、反面、1発あたりの威力は低下していく。
特殊兵器はさらに、BLAZING BEAM（ビーム兵器）とVANISHING BUSTER（爆弾）、そしてDEFENSIVE DETONATOR（バリア）の3種類に分かれる。特殊兵装は同じ武装を連続して取得すると、LEVEL1からLEVEL4まで4段階にパワーアップする。また、装備時に被弾または障害物に接触すると、ミスにはならず武装が失われるがパワーアップのLEVELは維持される（他の武装に変更した時も同様）。但し、最大のLEVEL4の時に被弾または障害物に接触した場合に限り一段階下がりLEVEL3となる（パワーアップ段階がLEVEL4の時は、各武装とも大小のデメリットが発生するためと思われる）。
オプションはパワーチップを3つ取得するごとに1機装備され、最大2機まで装備できる。それ以上取得した場合はストックされ、一定回数被弾して破壊された場合に再装備される。自機がやられてもストック数は減らない。また、このオプションは、弾丸の発射方向やオプション自体の移動方向によって6種類に分かれる。

## ストーリー
天暦91年、人類は宇宙に進出し、スペースコロニーも建造されていた。
ある日、月の裏側にあるコロニー群「リトル・ジャパン」の環境制御システムならびにその中枢である「大亜51」が暴走し、他のコロニー群を襲撃しただけでなく、その残骸を取り込んで自己強化に及んだ。
人類側が原因究明に奔走する中、「大亜51」は強力な機動兵器を用いて地球に攻撃を開始する。
そんな中、宇宙空間での作業用スーツを祖とするアームドアーマーの最新版「M.U.S.H.A」（Metalic Uniframe Super Hybrid Armor）を運用する部隊（以下：MUSHA部隊）は出撃命令を受け、さっそく敵の要塞に向けて攻撃を開始するも、敵からの猛攻によって主人公・エリノアを除く4機は戦闘不能になってしまう。
エリノアは敵の前線基地・怒駆絽（どくろ）の動きを止めて中に侵入し、維乃上（いのうえ）を倒す。
その後、別の前線基地で新兵器が製造されていることが判明し、指令を受けた彼女はその敵基地へ移動し、過武器Ζ（かぶきぜーた）を撃破する。
そうこうしているうちに、日本上空に多数の敵機が来襲し、エリノアは日本上空で敵との壮絶な戦いがくり広げた末、由騎悪mk5（ゆきおまーくふぁいぶ）を撃破する。
日本上空の敵を撃退し、帰還しようとした矢先、鬱之宮（うつのみや）率いる敵補給部隊を発見し、戦闘に持ち込む。また、彼女は敵戦艦・霧羅鮫（むらさめ）をキャッチした。アレスタは勇躍、敵の巨大戦艦に追撃をかける。
次いで現れた「大亜51」を撃破したところでエリノアの前にある空間が突然ゆがみ、別の空間に出てしまう。そこで、彼女は胎児玉「亜矢乃麹」（あやのこうじ）と対峙する。
「亜矢乃麹」を撃破して満身創痍の彼女のもとに、シャトルとのドッギング命令が下り、生き延びていた「大亜51」の妨害を退け、シャトルとのドッギングを果たして帰還する。

## 移植版
| No. | タイトル                                     | 発売日                                   | 対応機種          | 開発元          | 発売元       | メディア                              | 型式 | 備考 |
| --- | -------------------------------------------- | ---------------------------------------- | ----------------- | --------------- | ------------ | ------------------------------------- | ---- | --- |
| 1   | 武者アレスタ M.U.S.H.A.                      | 2008年4月1日 2009年1月19日 2009年7月17日 | Wii               | 不明            | ナグザット   | ダウンロード （バーチャルコンソール） | -    | 日本では2019年1月31日 配信・販売終了。                                                                              |
| 2   | 武者アレスタ                                 | 2019年9月19日                            | メガドライブ ミニ | エムツー        | セガゲームス | プリインストール                      | -    | 本体にあらかじめ収録されている42タイトルの中の一つ。 ※ 本機は欧米圏でも販売されるが、日本で販売される版にのみ収録。 |
| 3   | セガ メガドライブ for Nintendo Switch Online | 2021年10月26日                           | Nintendo Switch   | 任天堂 エムツー | 任天堂       | ダウンロード                          | -    | |

Wii版
- 難易度「Hard」クリア時にのみ表示されるエンディングビジュアルにおいて、オリジナルでは描かれている極一部の特定人体部位が無い（ゲーム本編・ストーリーには全く影響しない）。

## スタッフ
- ゲーム・デザイン：コンパイル
- スーパーバイザー：広野隆行
- プログラマー：外山雄一 (68000 SIDE)、弓恭羅 (Z80 SIDE)
- アート・ディレクター：中島和之
- ビジュアル協力：寺本耕二、佐藤典司、山田晶二、MASHIRA FX-3
- ミュージック・コンポーザー：WASHIJA（迫田敏明）
- サウンド・エフェクト：MATS（塚本雅信）
- スペシャル・サンクス：水田浩司
- テスト・プレイヤー：BOBMITSU、MIKEO（末永勝治）、ZENCHI、渡辺康成
- プロデューサー：仁井谷正充

## 評価
- ゲーム誌『ファミコン通信』の「クロスレビュー」では合計27点（満40点）になっている[6]。

- ゲーム誌『メガドライブFAN』の読者投票による「ゲーム通信簿」での評価は以下の通りとなっており、24.74点（満30点）となっている[1]。

| 項目 | キャラクタ | 音楽 | 操作性 | 熱中度 | お買得度 | オリジナリティ | 総合  |
| 得点 | 4.28       | 4.18 | 3.92   | 4.28   | 4.18     | 3.90           | 24.74 |

- ゲーム本『メガドライブ大全』（2004年、太田出版）では、最強状態でも集めたアイテムが無駄にならない事や、ミスになりにくい自機などに関して「シューティングの根っことでも言うべき部分を大切にしたもの」と高く評価されているTemplate:R\megadrivetaizen57。また本作が「大量破壊による快感とアドリブ主体のバランス」で成立しているとした上で、「『シンプル・イズ・ベスト』の味わい」と肯定的に評価した[12]。